# Rik Moorman
Rikard "Rik" Moorman (Amsterdam, 3 augustus 1961) is een Nederlands voormalig wielrenner. Zijn specialisatie was het baanwielrennen, maar hij was ook actief op de weg. Hij won in zijn gehele carrière geen enkele wedstrijd.
In 1985 werd hij derde op het Nederlands kampioenschap baanwielrennen voor amateurs.
Rik Moorman deed namens Nederland mee aan de Olympische Spelen van 1984 (Los Angeles), op de ploegenachtervolging, samen met Ralf Elshof, Jelle Nijdam en Marco van der Hulst. Ze kwamen niet door de kwalificatierondes en op basis van tijd was hun eindnotering de 10e plaats.

## Grote rondes
Geen